# دویل (تنسی)
دویل(به انگلیسی: Doyle) شهری در ایالت تنسی کشور ایالات متحده آمریکا است که جمعیت آن در سرشماری سال ۲۰۱۰ میلادی، ۵۳۷ نفر بوده‌است.